# ナースィル・ファラジュ
アル＝ナースィル・ファラジュ（アラビア語: الناصر فرج بن برقوق、転写：an-Nāṣir Faraj bn Barqūq、? - 1412年）とは、ブルジー・マムルーク朝の君主（スルターン）である（在位：1399年 - 1405年、1405年 - 1412年）。ブルジー・マムルーク朝の最初のスルターンであるザーヒル・バルクークの子であり、母はギリシャ系の女性だった。
1399年に父のバルクークが急死した後、10代前半だったファラジュがスルターンの地位に就いた。彼の治世は1400年のダマスカス略奪を含むティムールの侵入、カイロでの絶え間ない反乱、シリアのアミールたちが起こした反乱や彼ら同士の権力闘争がもたらした、無秩序・混乱によって特徴づけられる。在位中に飢饉と疫病のため、国家の人口は3分の1に減少した。
即位の直後から、ファラジュはオスマン帝国のバヤズィト1世の侵入、ダマスカスのアミールの反乱といった問題に対処しなければならなかった。バルクークは死の直前に大法官、将軍、カリフに長子のファラジュにスルターンの地位を継承させ、ファラジュの後に残りの二人の子をスルターンにすることを遺言し、総司令官のアイタミシュをファラジュの後見人に選んだ。1399年11月に後見人に選ばれなかったダマスカス太守のタナム・アルハサニーが反乱を起こし、後見人の職から外されたアイタミシュ、ハマー、アレッポ、トリポリの各都市の太守らも反乱軍に加わった。重大な局面に際したファラジュは軍を率いて反乱軍の討伐に出発し、ガザで遭遇した反乱軍を破り、タナム、アイタミシュらを捕虜とした。1400年3月30日にファラジュの軍はダマスカスに入城し、反乱の首謀者をすべて処刑し、5月にカイロに帰国した。
反乱を鎮圧した後、中央アジアのティムール朝がシリアに侵入した報告がもたらされ、ティムールの攻撃に抵抗したアレッポでは苛烈な破壊と虐殺が行われた。ファラジュはダマスカスの救援に向かったが、ティムールの軍隊と対峙するさ中にカイロで反乱が企てられている報告が届けられ、ダマスカスを放棄してエジプトに帰還した。
1405年9月にファラジュは周囲の陰謀を恐れて退位し、一時的に兄弟のアブド・アルアズィーズがスルターンに即位したが、同年11月にファラジュが復位した。
治世の末期に彼は権力の強化を試み、バールベックでシリアのアミールたちとの7回目にして最後の武力衝突に突入した。ファラジュは戦闘に敗れ、ダマスカスのシタデル（en）に逃走するが降伏し、1412年5月23日に独房で刺客によって暗殺された。死から数日たった夜、彼の遺体は市民によって埋葬された。ファラジュの死後、アミールたちは暫定的な措置としてカリフのムスタイーンをスルターンの地位に就けた。